# 41 Park Row
41 Park Row, früher New York Times Building, ist ein 16-stöckiges Hochhaus in der Park Row in Manhattan, New York City. Das denkmalgeschützte Gebäude war einst der Hauptsitz der New York Times und ist seit 1951 im Besitz der Pace University.

## Lage
Das Büro- und Schulgebäude befindet sich in Lower Manhattan im Financial District und wird als Eckgebäude von der Park Row, der Spruce Street und der Nassau Street begrenzt. Es steht gegenüber dem „City Hall Park“ unweit von der City Hall, dem Municipal Building und der Brooklyn Bridge. Nachbargebäude sind westlich das direkt angrenzende Potter Building und östlich der Park Place Tower. Vor dem Gebäude steht ein 1872 errichtetes Denkmal für Benjamin Franklin.

## Geschichte
Um die Jahrhundertwende war die Park Row als Newspaper Row bekannt, viele Zeitungen und Verlage hatten ihre Büroniederlassungen in der Straße, wie auch die New York Times. Das Gebäude wurde von dem Architekten George B. Post entworfen und an Stelle eines 1858 errichteten Vorgängerbaus von 1888 bis 1889 erbaut. Von 1903 bis 1905 wurde das Gebäude nach Plänen des Architekten Robert Maynicke von Maynicke & Franke renoviert und von 13 auf 16 Etagen aufgestockt. Dabei entfernte man das zweigeschossige Mansarddach, wandelte ein Zwischengeschoss zum Vollgeschoss um und fügte vier Etagen hinzu. Das Gebäude ist seitdem 64,6 m (212 Fuß) hoch. Die Fassade besteht bei den ersten beiden Etagen aus Maine-Granit, darüber befinden sich rostfarbene Blöcke aus Indiana-Kalkstein. Vertikale Pfeiler betonen die vertikale Achse des Gebäudes und die Fassade enthält Details wie Reliefs, Zierleisten und Kolonetten. Am 1. Januar 1905 zog die Times in den neu fertiggestellten One Times Square um. In den folgenden Jahren beherbergte das Hochhaus zahlreiche Mieter der Papierindustrie. Das neuromanische Gebäude ist seit 1951 in Besitz der Pace University. Die Universität hat hier Büros und Schulräume untergebracht. Es wurde am 16. März 1999 von der New Yorker Landmarks Preservation Commission unter Denkmalschutz gestellt. 41 Park Row ist ein beitragendes Teil (Contributing Property) des 2005 gegründeten und im National Register of Historic Places gelisteten historischen Bezirks Fulton-Nassau Historic District. Von 2017 bis 2019 ließ die Universität im Rahmen seiner Expansion das Gebäude umfassend renovieren und hier ein Studentenzentrum sowie eine Kunstgalerie einrichten.

## Ansichten

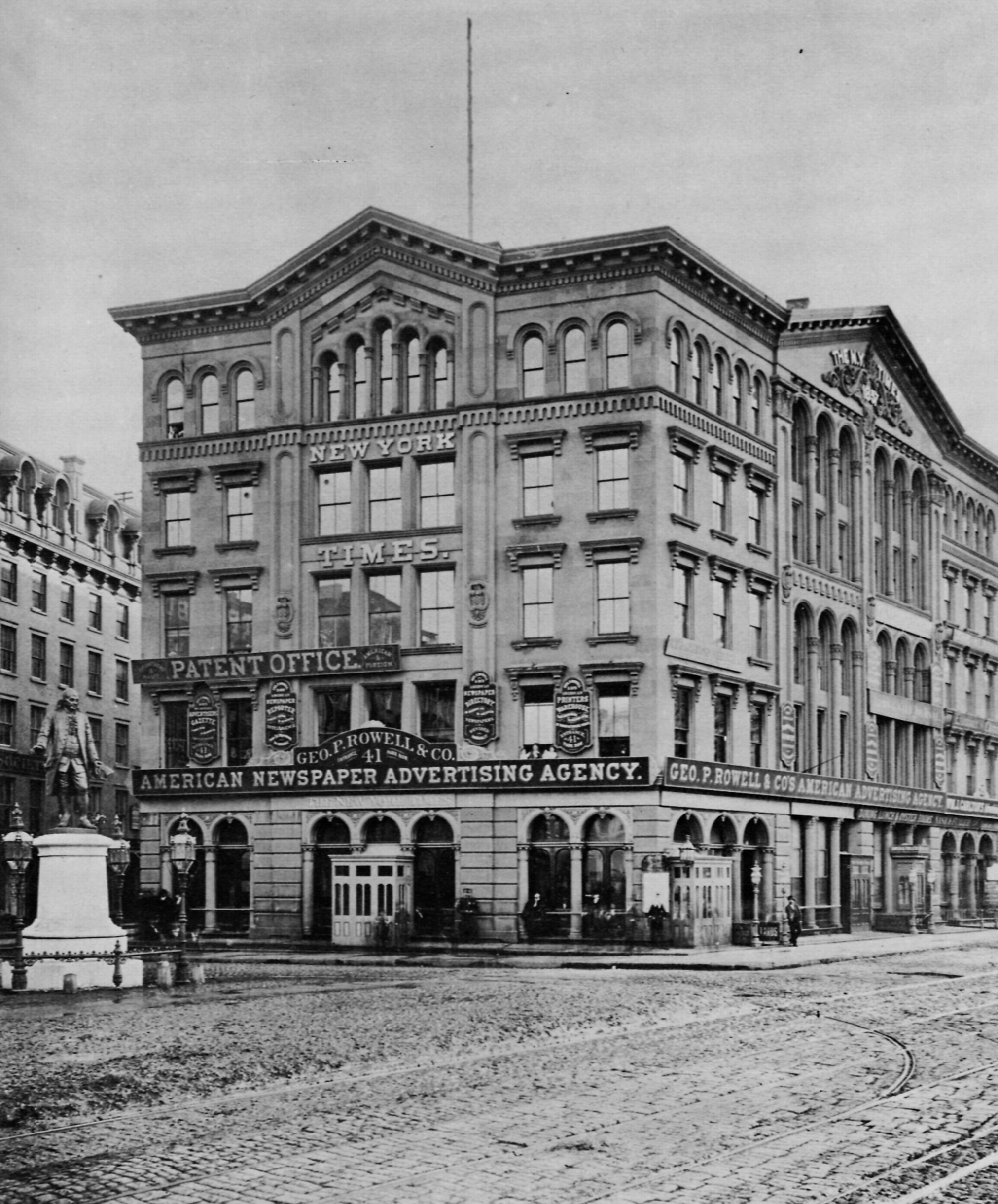
Vorgängergebäude um 1874
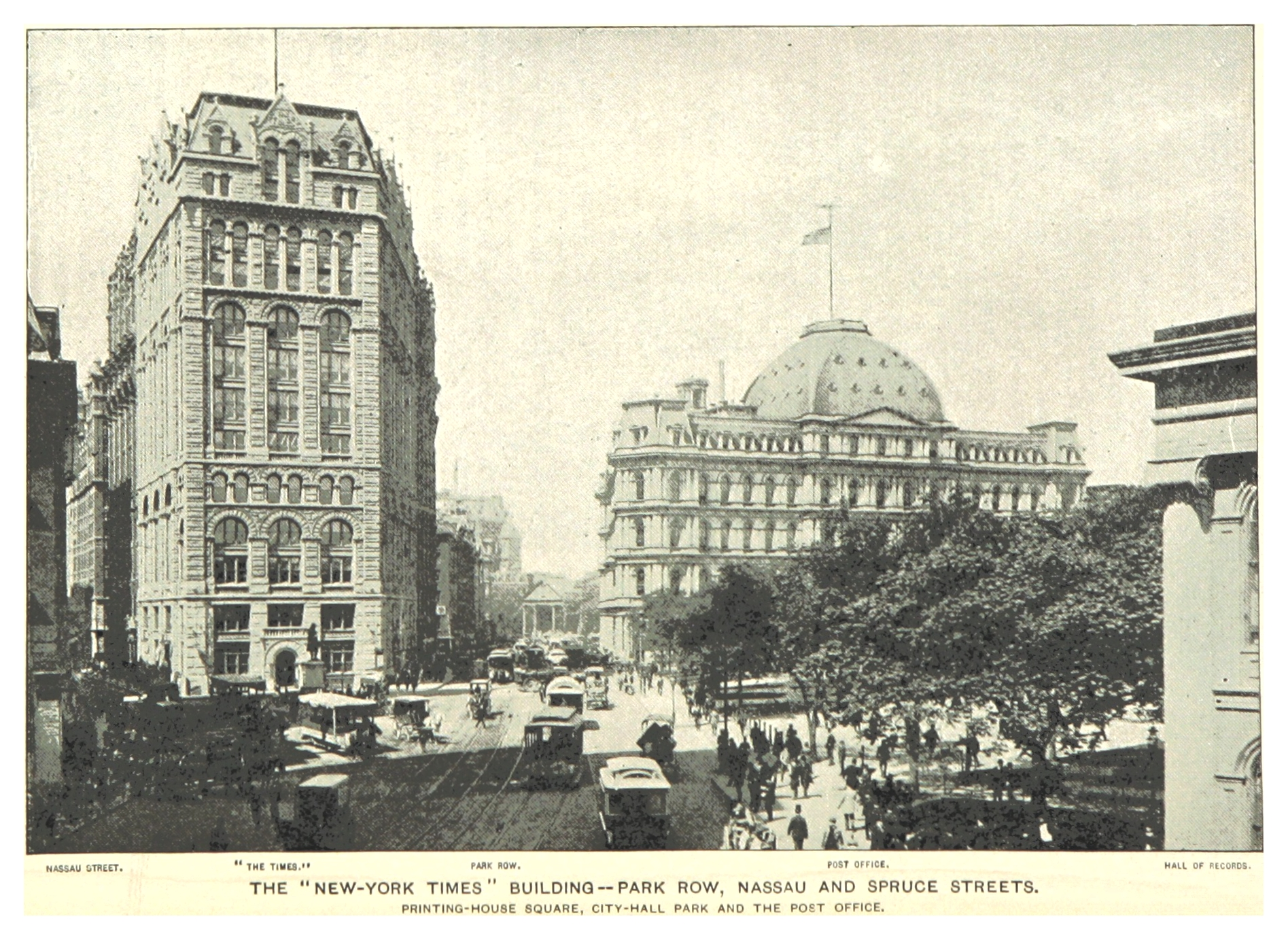
The New-York Times Building 1893 vor dem Umbau (links)
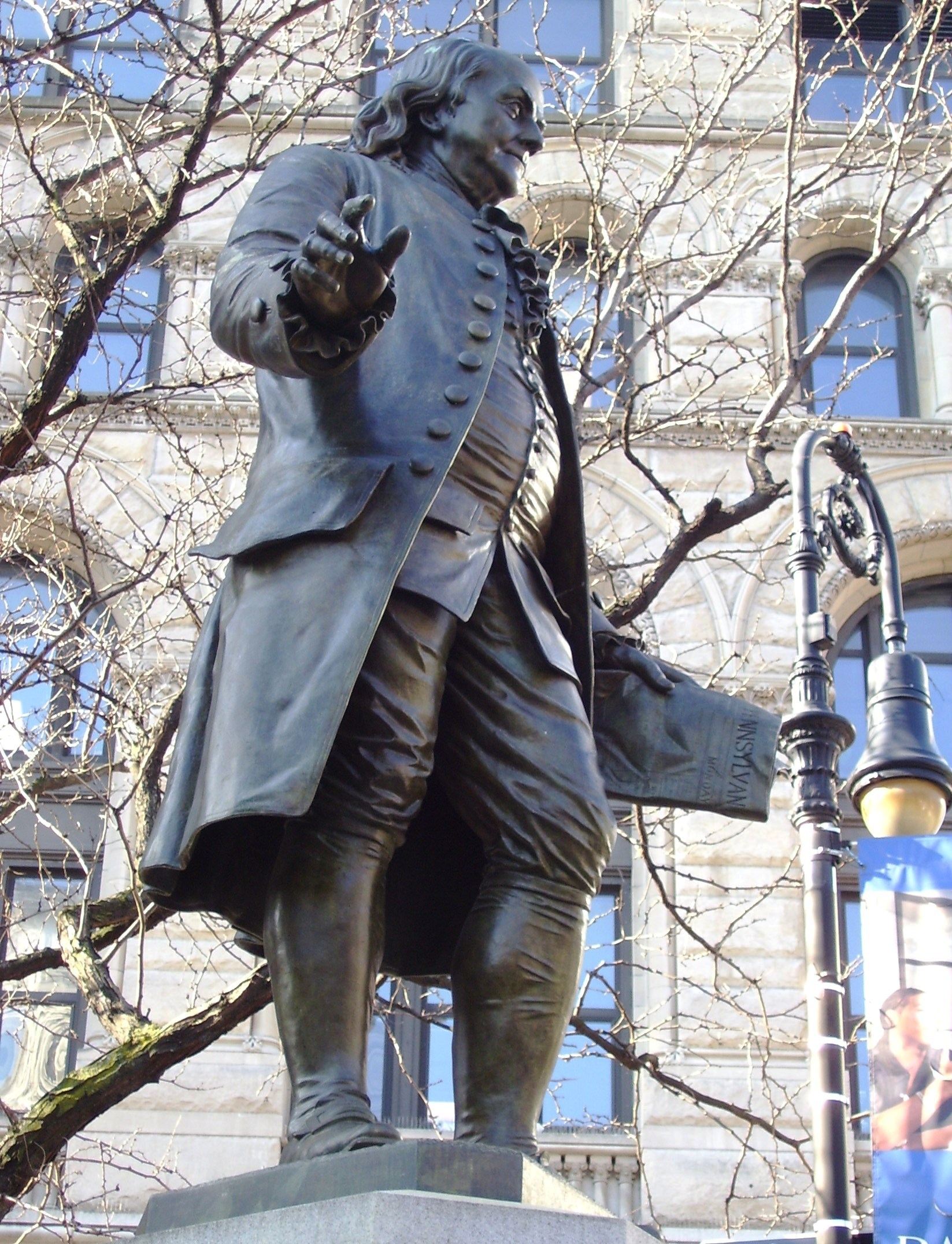
Benjamin Franklin Statue vor dem Gebäude
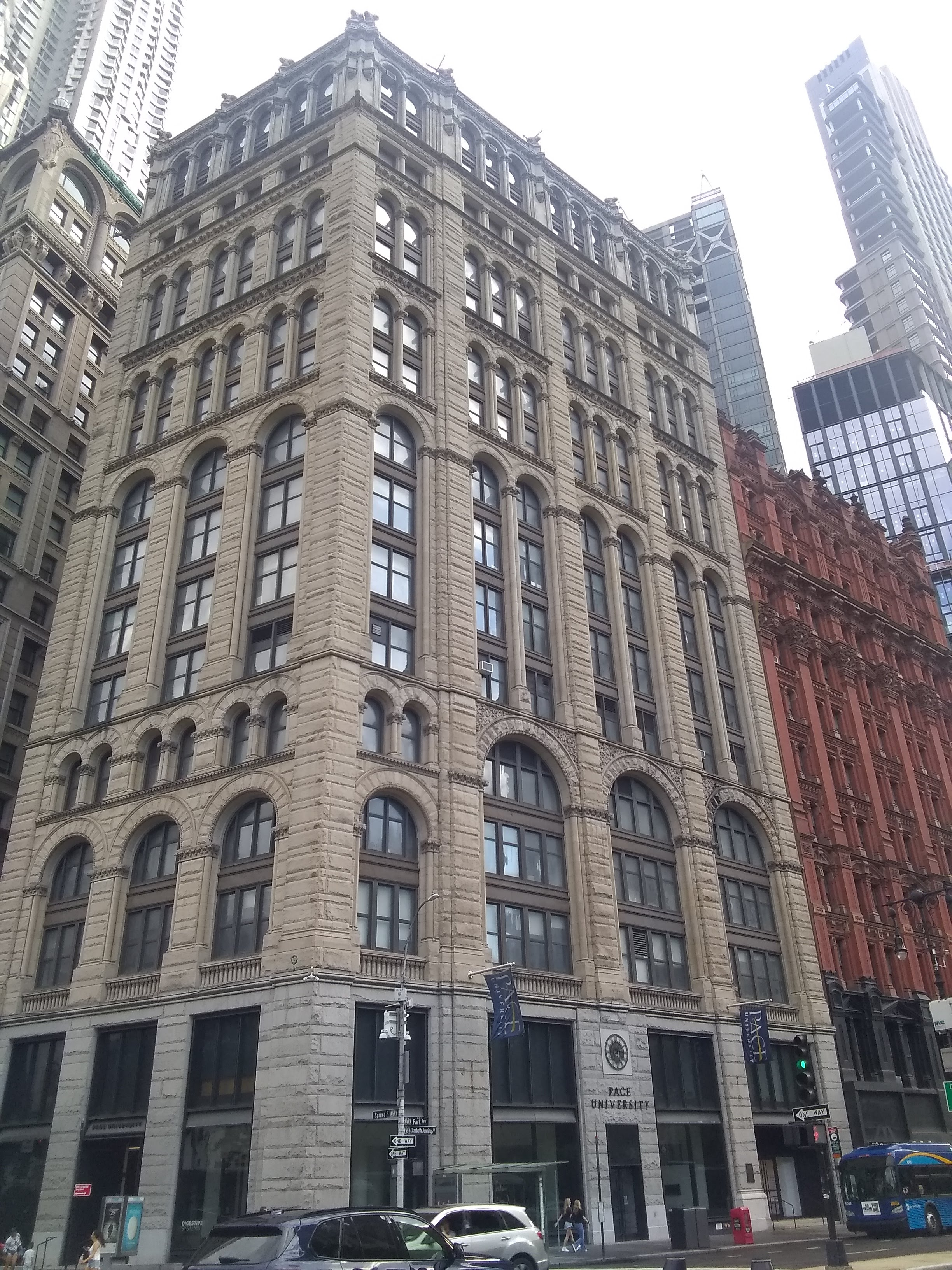
Ansicht von 2020
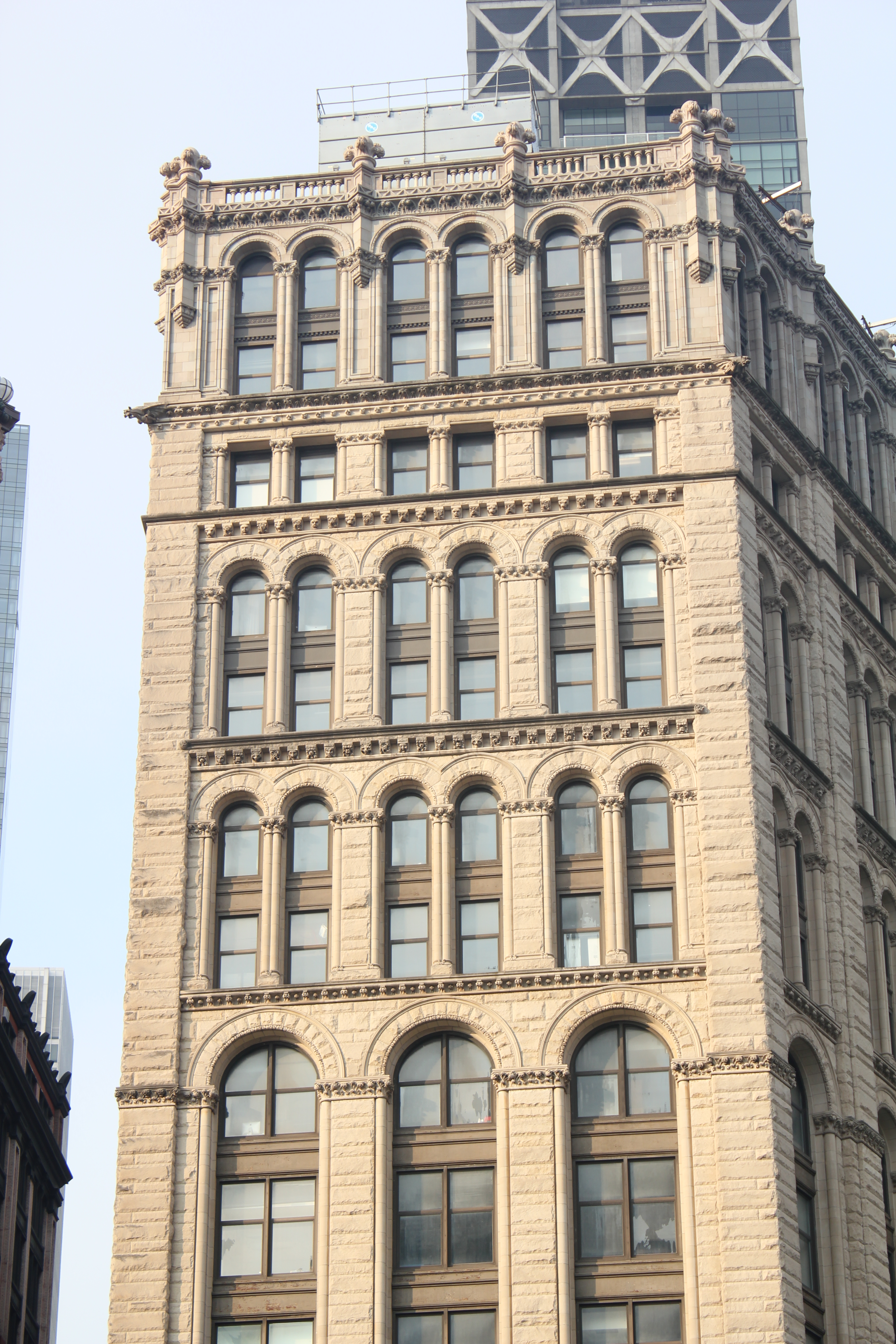
Der obere Gebäudeteil
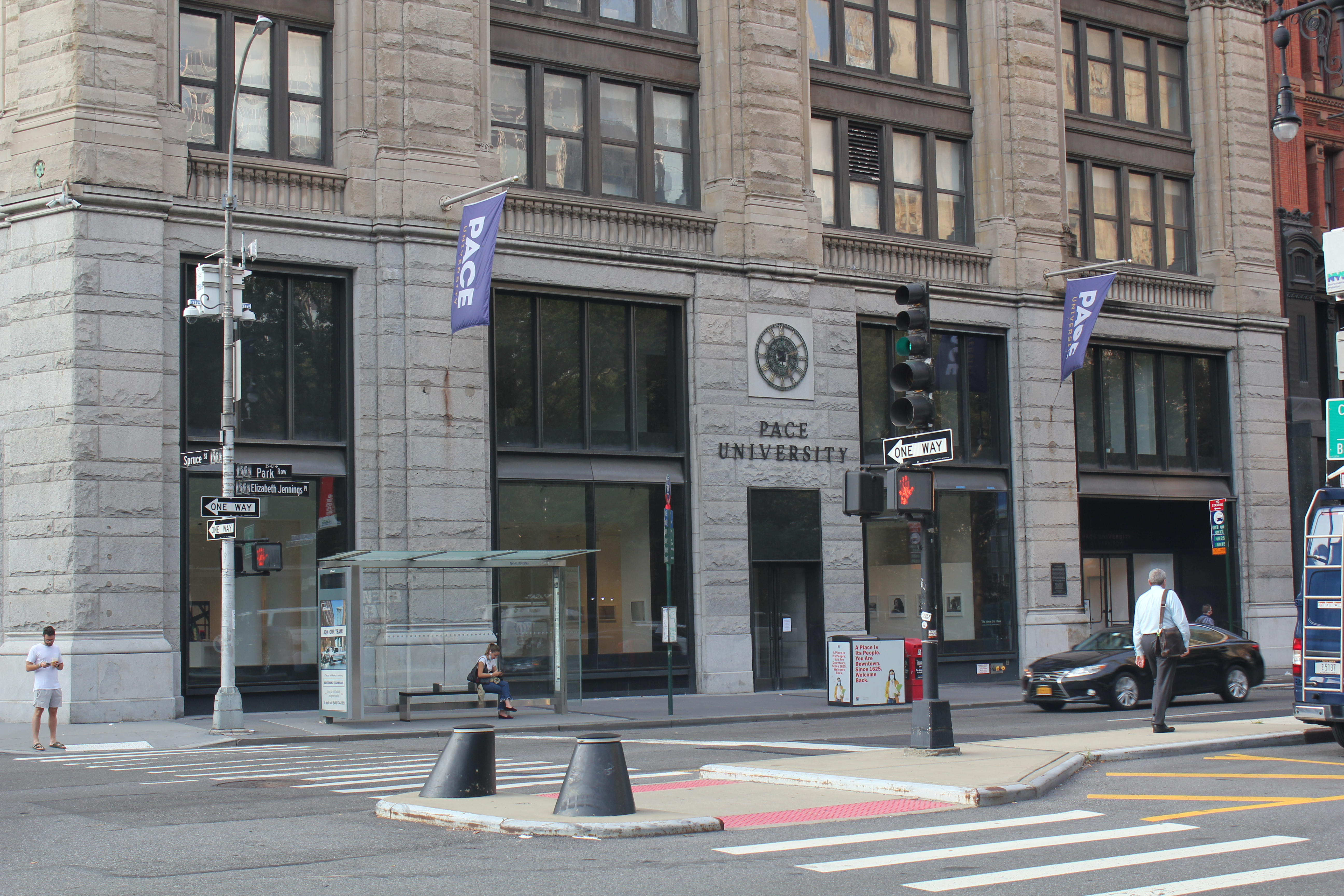
Die Basis in der Park Row im Jahr 2021